# Паскалис, Костас
Костас Паскалис (греч. Κώστας Πασχάλης; 1 сентября 1929, Левадия, Греция — 9 февраля 2007, Афины, Греция) — греческий оперный певец (баритон), наиболее известный как исполнитель вердиевского репертуара.

## Биография
Костас Паскалис родился 1 сентября 1929 года в небольшом городке Левадия в центральной Греции, недалеко от Дельф, детство и юность прошли в Афинах. Пел в хоре мальчиков Собора Благовещения Пресвятой Богородицы в Афинах. По настоянию отца поступил в Афинскую консерваторию, где изначально учился в классе фортепиано и композиции, намереваясь стать дирижёром, но потом стал брать уроки вокала. С 1947 года пел в хоре Национальной оперы Греции. В этом же театре, в 1951 году состоялся оперный дебют певца в заглавной партии в опере Верди «Риголетто».
6 октября 1958 состоялся международный дебют певца в Венской государственной опере в партии Ренато в опере Верди «Бал-маскарад» (в спектакле также принимали участие Джузеппе Дзампьери, Биргит Нильссон, Джин Мадейра, дирижёр — Димитрис Митропулос). По словам певца, предложение выступить в театре поступило ему от оперного агента Виктора Владарского, который услышал Паскалиса в партии Ореста в опере Глюка «Ифигения в Тавриде». Впоследствии с этим театром была связана большая часть карьеры певца, который в период с 1958 по 1986 год спел здесь 648 спектаклей (последний состоялся 20 мая 1986 года — Пуччини «Мадам Баттерфляй», партия Шарплеса).
После успешного дебюта в Вене, началась активная международная карьера певца. Он принимал участие в спектаклях многих знаменитых театров и фестивалей: Королевский оперный театр, Ковент-Гарден (дебют в 1969 году в заглавной партии в опере Верди «Макбет»), Ла Скала (дебют в 1966 году в партии Валентина в опере Гуно «Фауст»), Метрополитен-опера (дебют в 1965 году в партии Дон Карлоса в опере Верди «Сила судьбы»), Большой театр «Лисео» (дебют в 1966 году в партии графа ди Луна в опере Верди «Трубадур»), Римская опера (дебют в 1965 году в партии Родриго ди Поза в опере Верди «Дон Карлос»), Опера Сан-Франциско (дебют в 1970 году в партии Яго в опере Верди «Отелло»), Зальцбургский фестиваль (дебют в 1966 году в партии Пенфея в опере Хенце «Бассариды»), Глайндборнский фестиваль (дебют в 1964 году в заглавной партии в опере Верди «Макбет»), а также театрах и залах Флоренции, Берлина, Мюнхена, Далласа, Хьюстона, Франкфурта, Парижа, Гамбурга, Нового Орлеана, Нью-Йорка, Ньюпорта, Барселоны, Неаполя и других.
Помимо певческой карьеры, также осуществлял постановки оперных спектаклей. В 1988—1990 годах занимал пост Генерального директора Национальной оперы Греции. В этом же театре 10 декабря 1995 года последний раз вышел на сцену в заглавной партии в опере Верди «Симон Бокканегра».
После ухода со сцены занимался обучением молодых оперных певцов в Вене, давал мастер-классы, был членом жюри ряда конкурсов (Гран-при Марии Каллас, Конкурс П. И. Чайковского).
Скончался 9 февраля 2007 года в Афинах.

### Семья
Жена: Марина Крыловичи (род. 11 июня 1942) — румынская оперная певица (сопрано).
Дети: Константин (род. 1974), Александра (род. 1976).

## Творчество

### Репертуар
| Композитор              | Опера                   | Партия                               |
| ----------------------- | ----------------------- | ------------------------------------ |
| Рафаэлло де Банфилд     | Алисса                  | Молодой человек                      |
| Людвиг ван Бетховен     | Фиделио                 | Первый заключённый                   |
| Жорж Бизе               | Кармен                  | Моралес Эскамильо                    |
| Бенджамин Бриттен       | Сон в летнюю ночь       | Деметрий                             |
| Рихард Вагнер           | Парсифаль               | Рыцарь Грааля                        |
| Эгон Веллес             | Алкестис                | Геракл                               |
| Джузеппе Верди          | Аида                    | Амонасро                             |
| Джузеппе Верди          | Бал-маскарад            | Ренато                               |
| Джузеппе Верди          | Дон Карлос              | Родриго ди Поза                      |
| Джузеппе Верди          | Макбет                  | Макбет                               |
| Джузеппе Верди          | Набукко                 | Набукко                              |
| Джузеппе Верди          | Отелло                  | Яго                                  |
| Джузеппе Верди          | Риголетто               | Риголетто                            |
| Джузеппе Верди          | Сила судьбы             | Дон Карлос ди Варгас                 |
| Джузеппе Верди          | Симон Бокканегра        | Симон Бокканегра                     |
| Джузеппе Верди          | Сицилийская вечерня     | Ги де Монфор                         |
| Джузеппе Верди          | Травиата                | Жорж Жермон                          |
| Джузеппе Верди          | Трубадур                | граф ди Луна                         |
| Джузеппе Верди          | Фальстаф                | Форд                                 |
| Георг Фридрих Гендель   | Юлий Цезарь             | Юлий Цезарь                          |
| Кристоф Виллибальд Глюк | Ифигения в Тавриде      | Орест                                |
| Шарль Гуно              | Фауст                   | Валентин                             |
| Умберто Джордано        | Андре Шенье             | Пьер Флевиль Шарль Жерар             |
| Гаэтано Доницетти       | Лукреция Борджиа        | Дон Альфонсо                         |
| Руджеро Леонкавалло     | Паяцы                   | Тонио Сильвио                        |
| Пьеро Масканьи          | Сельская честь          | Альфио                               |
| Клаудио Монтеверди      | Коронация Поппеи        | Оттон                                |
| Дариюс Мийо             | Бедный матрос           | Друг матроса                         |
| Вольфганг Амадей Моцарт | Волшебная флейта        | Второй священник Четвёртый священник |
| Вольфганг Амадей Моцарт | Дон Жуан                | Мазетто Дон Жуан                     |
| Вольфганг Амадей Моцарт | Идоменей, царь Критский | Арбас                                |
| Амилькаре Понкьелли     | Джоконда                | Барнаба                              |
| Джакомо Пуччини         | Богема                  | Марсель                              |
| Джакомо Пуччини         | Мадам Баттерфляй        | Шарплес                              |
| Джакомо Пуччини         | Манон Леско             | Леско                                |
| Джакомо Пуччини         | Тоска                   | Скарпиа                              |
| Джакомо Пуччини         | Турандот                | Пинг                                 |
| Джоаккино Россини       | Вильгельм Телль         | Вильгельм Телль                      |
| Джоаккино Россини       | Севильский цирюльник    | Фигаро                               |
| Камиль Сен-Санс         | Самсон и Далила         | Верховный жрец Дагона                |
| Ханс Вернер Хенце       | Бассариды               | Пенфей                               |
| Пётр Чайковский         | Евгений Онегин          | Евгений Онегин                       |
| Рихард Штраус           | Ариадна на Наксосе      | Арлекин                              |

### Постановки на сцене Национальной оперы Греции
| Дата премьеры  | Композитор              | Опера            | Площадка            |
| -------------- | ----------------------- | ---------------- | ------------------- |
| 18 марта 1981  | Джузеппе Верди          | Макбет           | Театр «Олимпия»     |
| июль 1982      | Джузеппе Верди          | Трубадур         | Одеон Герода Аттика |
| 7 февраля 1988 | Джузеппе Верди          | Макбет           | Театр «Олимпия»     |
| октябрь 1988   | Джузеппе Верди          | Макбет           | Театр «Олимпия»     |
| декабрь 1988   | Вольфганг Амадей Моцарт | Дон Жуан         | Театр «Олимпия»     |
| 3 декабря 1995 | Джузеппе Верди          | Симон Бокканегра | Театр «Олимпия»     |
| 21 ноября 1997 | Джузеппе Верди          | Набукко          | Театр «Олимпия»     |
| 28 января 2001 | Джузеппе Верди          | Набукко          | Театр «Олимпия»     |